# アンソニー・ムーア
アンソニー・ムーア（Anthony Moore、別名アンソニー・モア、1948年8月13日 - ）は、イギリスの実験音楽の作曲家、演奏家、音楽プロデューサー。スラップ・ハッピーの創設メンバーを務め、ヘンリー・カウと協力した後、『フライング・ダズント・ヘルプ』（1979年）や『ワールド・サーヴィス』（1981年）などのソロ・アルバムを数多く制作してきた。
作詞家として、ムーアはピンク・フロイドと2枚のアルバム『鬱』（1987年）と『対/TSUI』（1994年）でコラボレーションを行った。そして『永遠/TOWA』（2014年）収録のインストゥルメンタル「Calling」において音楽で貢献した。彼はリチャード・ライトの『ブロークン・チャイナ』（1996年）に歌詞を提供し、ケヴィン・エアーズとさまざまなプロジェクトで協力し、トレヴァー・ラビンの『キャント・ルック・アウェイ』（1989年）とジュリアン・レノンの『ヘルプ・ユアセルフ』（1991年）にも歌詞を提供した。

## 略歴
アンソニー・ムーアの音楽的キャリアは、ピーター・ブレグヴァドと出会ったときに始まった。どちらもレッチワースのセント・クリストファー・スクールの学生であった。彼らはスラップ・ハッピー（名前はブレグヴァドの当時のガールフレンドを指していた）やダム・ダムズを含む様々なバンドで演奏を行った。放課後、ムーアは1969年にヴィラム・ジャサニからインドの伝統音楽を学び、デヴィッド・ラーチャーの『Mare's Tale』のため彼にとって最初の映画サウンドトラックを作曲した。
1971年、ムーアはドイツのハンブルクに移り、ハンブルクの実験音楽シーンで働き、ポリドール・ドイツにて2枚のミニマル・アルバムを録音した。1972年にブレグヴァドがハンブルクのムーアを訪れ、ムーアのガールフレンド（そして間もなく妻になる）のダグマー・クラウゼを加え、ムーア（ギター、キーボード）、ブレグヴァド（ギター）、クラウゼ（ボーカル）というアヴァン・ポップ・トリオ、スラップ・ハッピーを結成することとなった。ムーアとブレグヴァドがバンドの音楽を作曲した。
スラップ・ハッピーは、クラウトロック・グループのファウストをバックバンドに迎え、ポリドール・ドイツにて2枚のアルバムを録音した。ポリドールは1972年に最初のアルバム『ソート・オヴ』をリリースしたが、2枚目の『カサブランカ・ムーン』を拒否した。この拒否によって、スラップ・ハッピーはロンドンへと移り、そこでヴァージン・レコードと契約し、1974年にヴァージンから『Slapp Happy』としてリリースされた『カサブランカ・ムーン』を再録音することとなった（オリジナルの『カサブランカ・ムーン』は、1980年にレコメンデッド・レコードから『スラップハッピィ・オア・スラップハッピィ（アクナルバサック・ヌーン）』としてリリースされている）。1974年、スラップ・ハッピーは前衛グループのヘンリー・カウと短い間ながら合併し、1975年に『悲しみのヨーロッパ』と『傾向賛美』の2枚のアルバムを録音した。しかしながら、その2番目のアルバムを録音した直後、最初にムーアが、そしてブレグヴァドがグループと反りが合わないことを理由に脱退していった。ブレグヴァドは「和音と拍子記号が複雑すぎた」と述べている。しかし、クラウゼはヘンリー・カウと一緒にいることを選び、それがスラップ・ハッピーの終焉を告げた。
ムーアとブレグヴァドはこの時点で共に仕事することを辞めたが、1982年、1997年、2000年、そして2016年から2017年にかけて、スラップ・ハッピーの短期的な再結成に参加している。また、ムーア、ブレグヴァド、クラウゼは、1991年に制作会社のAfter Imageによって制作され、2年後にイギリスのチャンネル4で放送された、特別委託によるオペラ『キャメラ』にてコラボレーションを行った。
ヘンリー・カウ/スラップ・ハッピーを去った後、ムーアは1977年にケヴィン・エアーズとアンディ・サマーズの支援を受けてヴァージン・レコードからアルバム『アウト』をリリースすることでソロとしてのキャリアを再開した。しかし、『アウト』はヴァージンにとって十分に商業的なものではなく、ムーアとの契約はキャンセルされた。1979年と1981年に、ムーアは独立したレーベルから、それぞれ『フライング・ダズント・ヘルプ』と『ワールド・サーヴィス』を録音した。どちらのアルバムも好評となった。『BBCワールドサービス』にインスパイアされた曲「World Service」は、短波ラジオとヘヴィ・ダンス・ビートを組み合わせたシングルとしてリリースされた。
ムーアはヨーロッパのさまざまな場所でフリーランスの作曲家として働き、曲や映画音楽を書いてきた。また、ディス・ヒートのデビュー・アルバム、マンフレッド・マンズ・アース・バンドによる『エンジェル・ステーション』（後に彼の曲「World Service」をカバーしたマンと共同プロデュース）を含む多くのアルバムをプロデュースした。ムーアはまた、3枚のアルバムでピンク・フロイドに協力した。
1996年、ムーアはドイツのケルンにあるケルン・メディア芸術大学で、ニューメディアの文脈における音と音楽を研究する教授に任命された。2000年から2004年までの間には、ケルン・メディア芸術大学の校長を務めていた。ムーアはまた、ヨーロッパの多くの場所を訪れ、音と音楽についての講義を行ってきた。
2002年、ムーアはイェルク・リンデンマイヤーとペーター・C・サイモンと、彼らの名前の頭文字にちなんで名付けられた「LMS」と呼ばれる音楽トリオを結成した。彼らは2002年から2003年の間にフランスとドイツで演奏を行った。
クラウゼ、ムーア、ブレグヴァドは、2016年11月にスラップ・ハッピーを再結成し、ドイツのケルンで開催されたウィークエンド・フェスティバルでファウストと共演した。2つのグループは2017年2月10日・11日にロンドンのカフェ・オトでも一緒に演奏。2017年2月24日、ファウストなしのスラップ・ハッピーが東京の渋谷にあるマウントレーニアホールで演奏した。

## ディスコグラフィ

### ソロ・アルバム
- 『ピーシズ・フロム・ザ・クラウドランド・ボールルーム』 - Pieces from the Cloudland Ballroom (1971年、Polydor) ※旧邦題『クラウドランド・ボールルーム』
- 『リード・ウィッスル&スティックス』 - Reed Whistle and Sticks (1972年、 Polydor) ※旧邦題『リード・ホイッスル・アンド・スティックス』
- 『シークレット・オヴ・ザ・ブルー・バッグ』 - Secrets of the Blue Bag (1972年、Polydor) ※旧邦題『ブルー・バッグの秘密』
- 『アウト』 - Out (1976年、Virgin)
- 『フライング・ダズント・ヘルプ』 - Flying Doesn't Help (1979年、Quango Music Group)
- 『ワールド・サーヴィス』 - World Service (1981年、Do It)
- 『ジ・オンリー・チョイス』 - The Only Choice (1984年、Parlophone)
- Arp & Anthony Moore (2010年、Rvng Intl.) ※Arp & Anthony Moore名義
- The Present Is Missing (2016年、A-Musik) ※Anthony Moore & The Missing Present Band名義
- Ore Talks (2017年、KHM) ※Anthony Moore & Therapeutische Hörgruppe Köln名義
- Arithmetic in the Dark (2019年、Touch Music)
- The April Sessions (2021年、Sub Rosa) ※with Tobias Grewenig、Dirk Specht

### シングル
- "Johnny's Dead" / "Mr.Rainbow" (1975年、Virgin)
- "Catch a Falling Star" / "Back to the Top" (1976年、Virgin)
- "World Service" / "Diving Girl" (1981年、Do It)

### スラップ・ハッピー
- 『ソート・オヴ』 - Sort Of (1972年、Polydor)
- 『カサブランカ・ムーン』 - Casablanca Moon (1974年、Virgin) ※初出タイトルは『Slapp Happy』。
- 『スラップハッピィ・オア・スラップハッピィ（アクナルバサック・ヌーン）』 - Acnalbasac Noom (1980年、Recommended)
- 『サ・ヴァ』 - Ça Va (1998年、V2)
- 『キャメラ』 - Camera (2000年、Blueprint) ※原版はダグマー・クラウゼ、アンソニー・ムーア、ピーター・ブレグヴァド名義
- 『Live in Japan - May, 2000』 - Live in Japan (2001年、F.M.N. Sound Factory)

### スラップ・ハッピー&ヘンリー・カウ
- 『悲しみのヨーロッパ』 - Desperate Straights (1975年、Virgin) ※スラップ・ハッピー／ヘンリー・カウ名義。
- 『傾向賛美』 - In Praise of Learning (1975年、Virgin) ※ヘンリー・カウ名義。旧邦題『イン・プレイズ・オヴ・ラーニング』。
- The 40th Anniversary Henry Cow Box Set (2009年、Recommended) ※9CD+DVDボックスセット
- The Henry Cow Box Redux: The Complete Henry Cow (2019年、Recommended) ※17CD+DVDボックスセット